# Gaio Annio Anullino
Gaio Annio Anullino (latino: Gaius Annius Anullinus; fl. 295–312) è stato un politico romano di età imperiale.
Anullino fu console posterior nel 295, assieme a Nummio Tusco, e proconsole d'Africa nel 303–304: in queste vesti è citato come persecutore in molte storie di martiri cristiani, quelli di san Felice, di san Saturnino, di santa Crispina, di santa Massima, di sant'Innocenzo.
Fu un sostenitore dell'usurpatore Massenzio, che tenne il potere a Roma contro Costantino I. Fu praefectus urbi una prima volta nel 306–307, poi Massenzio lo nominò per un secondo mandato il 27 ottobre 312, proprio il giorno prima di essere sconfitto da Costantino nella battaglia di Ponte Milvio: il nuovo signore di Roma permise ad Anullino di rimanere in carica fino alla fine di novembre.